# Concatedral de la Asunción de María (Bobbio)
La Concatedral de la Asunción de María o simplemente Catedral de Bobbio (en italiano: Concattedrale di S. Maria Assunta) es una iglesia importante en Bobbio en la provincia de Piacenza, en Italia que fue la catedral hasta 1986 la Diócesis de Bobbio, posteriormente, hasta 1989, co-catedral de la archidiócesis de Génova, ahora co-catedral de la diócesis de Piacenza-Bobbio y sede de la Vicaría de Bobbio, Alta Val Trebbia, Aveto y Oltre Penice
Situada en el centro de la trama urbana de la ciudad, que se formó poco a poco alrededor de la vasta área entre la Abadía de San Colombano y la Piazza del Duomo: Este es el pueblo medieval llamado "borgo intrinseco", el centro histórico de hoy, que conserva el nombre original de Bobium. 
El complejo de la catedral, además de la iglesia concatedral se compone de varios edificios, el Palacio del Obispo con el Museo Diocesano de la Catedral, los jardines y el oratorio, y el Taller viejo ahora alberga los Archivos históricos con el claustro del siglo XVII.

## Véase también

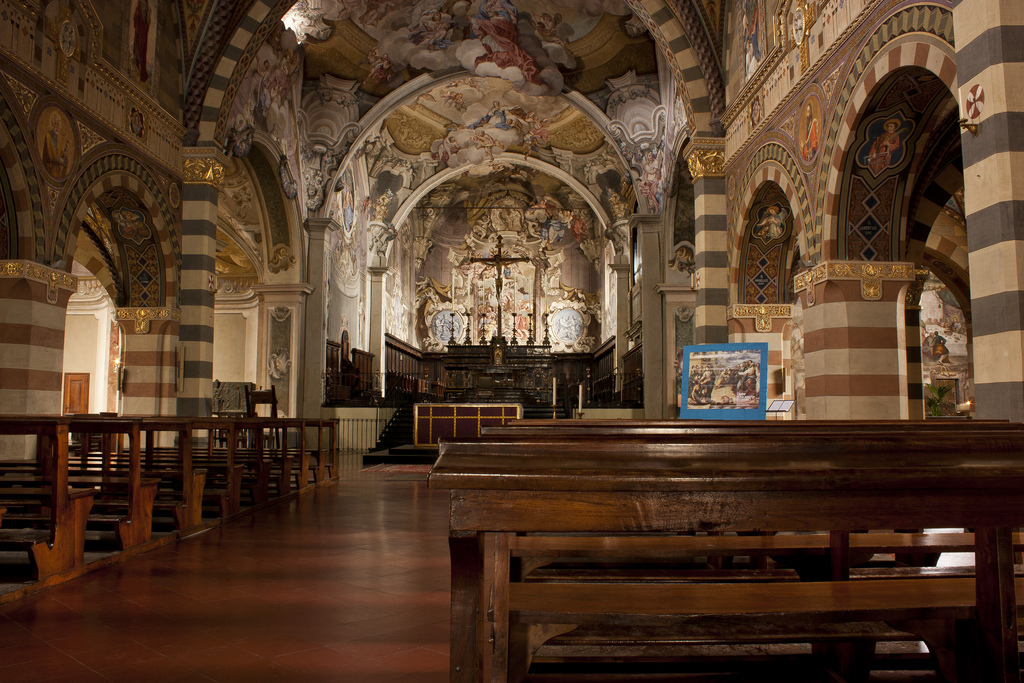
Vista interna